# Воловський район (Липецька область)
Воловський район (рос. Воловский район) — муніципальне утворення у Липецькій області.